# Fekete-Győr András (politikus)
Fekete-Győr András (Budapest, 1989. április 13. –) magyar jogász, politikus, országgyűlési képviselő, 2016 és 2021 között a Momentum Mozgalom elnöke, a rendszerváltás utáni első országgyűlési képviselő, akit egy demonstráción elkövetett bűncselekmény miatt jogerősen elítéltek, és ezzel méltatlanná vált az országgyűlési képviselőségre.

## Származása
Anyai dédapja Kuncz Ödön nemzetközi hirű jogászprofesszor volt, a kereskedelmi jog megalkotója.  Anyai nagyapja Kuncz József ügyvéd, aki 1956-ban az MNB forradalmi csoportjának egyik vezetője volt. Ezért '56 leverése után állásából és az ügyvédi kamarából eltávolították. Az 1960-as években rehabilitálták. A Kuncz család erdélyi származású. Apai nagyapja Fekete-Győr Endre agrármérnök, 1969–1981 között Heves megye tanácselnöke volt. Édesapja Fekete-Győr András, 1993-tól az Országos Betétbiztosítási Alap (OBA) ügyvezetőigazgató-helyettese, 2010-től 2018-ig ügyvezető igazgatója volt. Édesanyja Kuncz Magdolna, külkereskedő.

## Tanulmányai
Solymáron járt magyar–német két tannyelvű általános iskolába. 2008-ban érettségizett a budapesti Toldy Ferenc Gimnáziumban.
2013-ban a Nagy és Trócsányi ügyvédi irodánál volt gyakornok néhány hónapon át, majd 2014-ben a párizsi Nemzetközi Kereskedelmi Kamaránál (ICC) volt szakmai gyakorlaton.
2015-ben végzett jogászként az ELTE Állam- és Jogtudományi Karán. Egyetemi tanulmányai közben Erasmus-ösztöndíjjal két szemeszteren át tanult a Heidelbergi Egyetem jogi karán.
2015-ben Budapesten négy hónapig a General Electricnél dolgozott követelésrendezőként.
2016-ban a berlini Humboldt Egyetemen politikatudományt hallgatott egy német nemzetközi parlamenti ösztöndíj keretében.

## Politikai karrierje
2014. január 15-én Párizsban elhatározta, hogy visszatér Magyarországra, és mert szerinte nincs szolidaritás a jobboldalon, nincs pozitív nemzetkép a baloldalon, létrehoz egy új generációs politikai közösséget, majd azt követően egy új magyarországi pártot, ami – az Index újságírójának megfogalmazása szerint – „a vállalhatatlan kormánnyal és a vállalhatatlan ellenzékkel szemben is alternatívát nyújt”.
2014–15-ben elsősorban a politikai közösség szervezésén, másokkal együtt a közösségi hálózat kialakításán dolgozott. Előadásokat, nyári táborokat szerveztek, majd 2015 végén eldöntötték, hogy egyesületté alakulnak.
2015–16-ban Brüsszelben az Európai Parlament Jogi Ügyek Bizottságánál szerzett tapasztalatot, majd elnyert egy Bundestag-ösztöndíjat Berlinbe. Hans-Peter Friedrich irodájában volt gyakornok.
2016 nyarán tért vissza Berlinből, ekkor a Momentum Mozgalom elnökévé választották. Ebben a tisztségében a 2017. március 4-én tartott tisztújító közgyűlés újabb egy évre megerősítette. Az addig egyesületi formában működő mozgalom párttá alakult és az ő elnöksége alatt vett részt a 2018-as magyarországi országgyűlési választásokon, amelyen azonban a Momentum nem szerzett egyetlen mandátumot sem.
A 2018-as magyarországi országgyűlési választásokon a párt országos listájának 1. helyén szerepelt, valamint a Budapesti 1. sz. országgyűlési egyéni választókerület képviselőjelöltjeként is indult a választásokon.
2018-ban szerepelt az amerikai Forbes magazin 30-as listáján, azok között a 30 év alatti politikusok között, akik a legnagyobb hatással vannak Európa politikájára és közéletére, majd márciusban a Euronews válogatta be „Az év európai embere” díj jelöltjei közé (a díjat végül nem ő kapta).
2018 őszén megkapta az Amerikai Egyesült Államok külügyminisztériuma által támogatott International Visitors Leadership program ösztöndíját.
2021. február 21-én bejelentették, hogy a Momentum miniszterelnökjelöltje lesz az ellenzéki előválasztáson.
Miután az ellenzéki előválasztás első fordulójában az utolsó helyen végzett, 2021. október 10-én a Momentum küldöttgyűlése közel kétharmados arányban leszavazta, és ekkor lemondott az elnöki pozícióról.
A 2022-es országgyűlési választáson országos listáról szerzett mandátumot.

## Büntetőügye
2018 decemberében egy tüntetés alkalmával füstgyertyát dobott a rendőrök felé, amiről később azt nyilatkozta, hogy nem bánta meg. Egyes források ezt félreértelmezve „füstgránátról“ kezdtek hírt adni. 2019. április 2-án a Budapesti Regionális Nyomozó Ügyészség közölte, hogy az ügyhöz kapcsolódóan hivatalos személy elleni erőszak bűntettének megalapozott gyanúja miatt gyanúsítottként hallgatta ki Fekete-Győr Andrást. 2024. október 17-én a Fővárosi Ítélőtábla harmadfokon jogerősen 1 év börtönbüntetésre ítélte, amit 2 évre felfüggesztett. Fekete-Győr ezzel az első olyan országgyűlési képviselővé vált a rendszerváltás óta, akit bűntett miatt ítéltek el (véleménye szerint koncepciós perben) a hivatali ideje alatt, ami a képviselői tisztségének további gyakorlásával összeférhetetlen. Bár Fekete-Győr úgy nyilatkozott, hogy nem várja meg a parlament ún. méltatlansági összeférhetetlenségi eljárását, és inkább önként lemond, végül mégis a parlament mondta ki a méltatlanságát. Mandátuma ezáltal szűnt meg.

## Magánélete
Házas, feleségével, Ágival két gyermeket nevelnek. Mozaikcsaládban él, Álmos nevű közös gyermekük mellett felesége előző kapcsolatából származó Leó nevű gyermekét is közösen nevelik.

## Konfliktusa a sajtóval
2017. májusban az Origo.hu cikkeket közölt, melyben a Momentum tagjait és akcióit elemezte.
 A cikkeket lejáratónak és hazugsággal telinek tartva Fekete-Győr András és néhány társa engedély nélkül behatolt az Origo irodájába, ott felvételeket készített, és tett később közzé. A Momentum közleményében úgy fogalmazott, hogy „Azért mentünk, hogy megkérdezzük Kovács Andrást és az origósokat, hogy honnan szedik a hamis információkat, és miért írnak lejárató cikkeket rólunk. Beszélgetni szerettünk volna velük, hogy ők is lássák, hogy ők hús-vér embereket járatnak le, és esetleg megszólaljon a lelkiismeretük.” A Társaság a Szabadságjogokért (TASZ) elítélte a párt akcióját: „Az Origo székhelye magánterület, oda pedig engedély nélkül senki – még a hatóságok sem – léphetnek be. Az engedély hiányát pedig nem pótolja a közérdekre való hivatkozás.” Az Origo feljelentést tett az ügyben, mert megdöbbentőnek tartották, „hogy egy magát komolynak mondó párt elnöke olyan jogsértésre vetemedik, hogy engedély nélkül betör egy magántulajdonban lévő épületbe.”